# TVRI
Televisi Republik Indonesia (сокращённо TVRI) — индонезийская государственная телекомпания, старейший в Индонезии телевещатель, основанный в 1962 году. До 24 августа 1989 года обладала монополией на телевещание, пока не появился коммерческий телеканал RCTI. Центр — Гелора, Центральная Джакарта.

## История

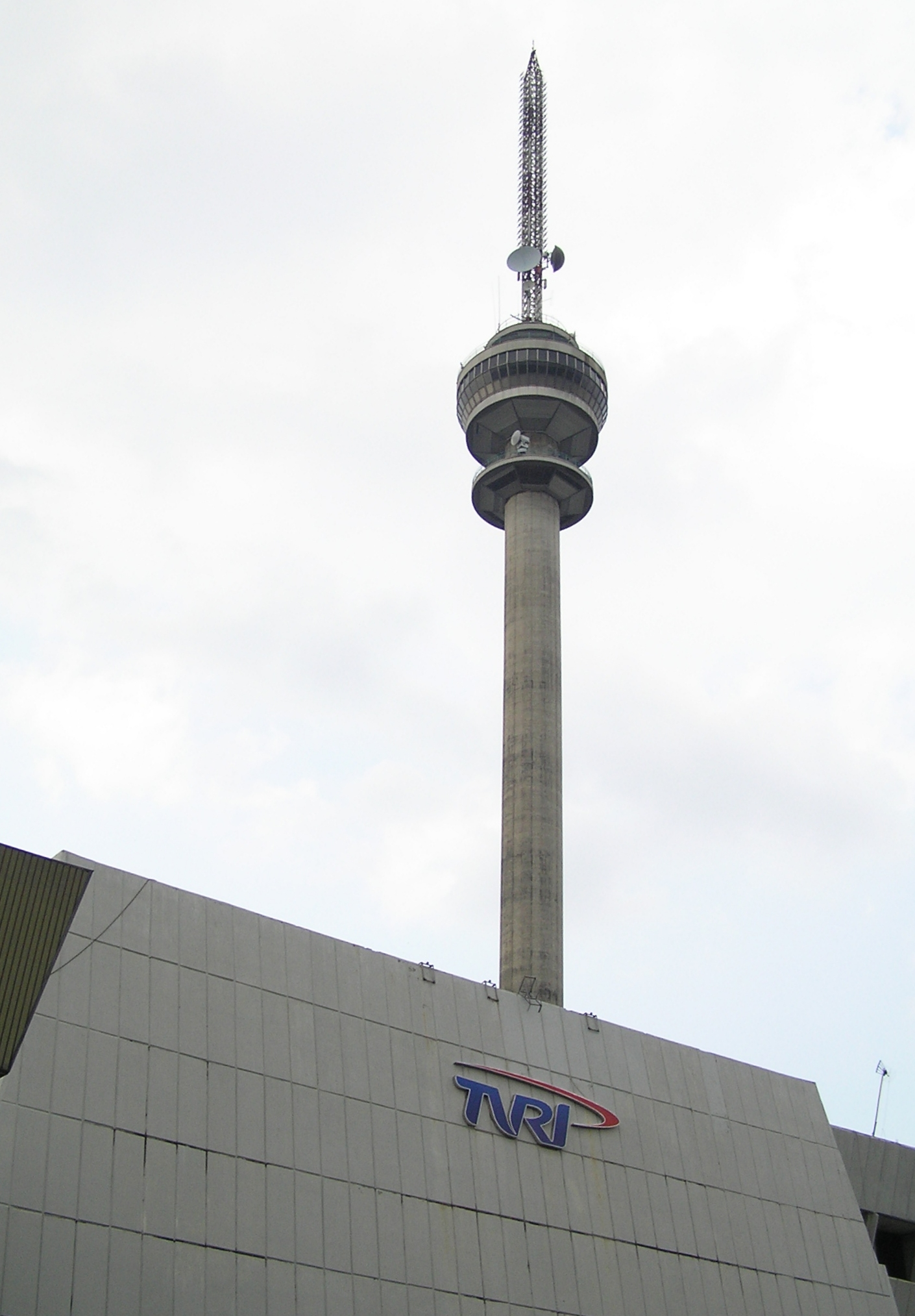
Телевышка TVRI и главный офис в Джакарте

В 1961 году правительство Индонезии в рамках подготовки к Летним Азиатским играм в Джакарте объявило о подготовке к запуску первой телевизионной студии в стране. Был создан Подготовительный комитет по телевидению в том же году, а в октябре президент Сукарно приказал построить студию в Сенаяне (Джакарта) и две телевышки. Первый тестовый сеанс телевещания прошёл 17 августа 1962 года, в День Независимости Индонезии из Истана Мердека. 24 августа Телевидение Республики Индонезия (TVRI) организовало трансляцию церемонии открытия Летних Азиатских Игр. Через два года первые региональные студии появились в городах Джокьякарта, Семаранг, Медан, Сурабая, Макассар, Манадо, Батам, Палембанг, Денпасар, Баликпапан. В 1963 году был основан фонд TVRI в качестве управляющей организации индонезийского телевидения.
В 1974 году TVRI становится директоратом при Министерстве информации Индонезии, обязанным информировать общество о действиях правительства и политической жизни страны. В 1976 году в стране началось спутниковое вещание TVRI, в 1979 году появилось цветное телевидение — в цвете выходили «Berita Nasional» (Национальные новости), «Dunia Dalam Berita» (Мир в новостях), частично (экстренными сообщениями) «Laporan Khusus» (Специальный репортаж) и «Berita Terakhir» (Новости поздним вечером). К 1980-м годам TVRI стал важнейшим компонентом национального отдела информации, в его распоряжении были второй канал (Канал 8) и региональные телестудии.
Шестой Пятилетний план Правительства от 1989 года разрешил вещание частных телекомпаний, первой из которых стала RCTI, и тем самым TVRI утратила монополию на вещание. После начала реформ пост-сухартовской эпохи TVRI перешла в подчинение Министерству финансов, а позже стала ООО под руководством представителей Министерства государственных предприятий и Министерства финансов. В наши дни насчитывается 22 региональных представительства TVRI с 6800 работниками (из них 2000 работают в Джакарте). Вещание ведётся с 4 часов утра и до 1:30 ночи, в сетке вещания находятся информационные, образовательные и развлекательные программы.
Осуществляется наземное вещание 4 каналов в DVB-T: TVRI 1 (или TVRI Nasional) является основным информационным каналом, TVRI 2 — региональной сетью, TVRI 3 — культурно-образовательным каналом, TVRI 4 — спортивным.

## Список слоганов
- Menjalin Persatuan dan Kesatuan (Создавая единство; 1962-2001)
- Makin Dekat Di Hati (Ближе к сердцу; 2001-2003)
- Semangat Baru (Новый дух; 2003-2012)
- Saluran Pemersatu Bangsa (Канал, объединяющий нацию; 2012–2019)
- Betul Sekali (Это верно; 2015–2017)
- Kami Kembali (Мы вернулись; 2018-2019)
- Media Pemersatu Bangsa (Объединяющая нация СМИ; 2019-н.в.)